# 10050 Cielo Drive
10050 Cielo Drive war die Anschrift eines Anwesens im Benedict Canyon, einer tief eingeschnittenen Schlucht im westlichen Teil von Beverly Crest in Los Angeles. Das Anwesen wurde von zahlreichen prominenten Personen bewohnt, erlangte aber besondere Berühmtheit als Tatort der 1969 begangenen Tate-Morde.
Das Anwesen bestand aus einem Haupt- und einem Gästehaus im französisch-normannischen Landhausstil. 1994 wurden beide Häuser abgerissen und durch ein neues Gebäude ersetzt. Die Hausnummer wurde zu 10066 geändert.

## Bau und Lage
Das ursprüngliche Haus wurde 1942 von dem Architekten Robert Byrd entworfen. Das Ergebnis war ein luxuriöses Haus im Stil eines europäischen Landsitzes aus dem 19. Jahrhundert mit einer Wohnfläche von etwa 288 Quadratmetern. Dazu kam ein Gästehaus mit ca. 180 Quadratmetern Wohnfläche. Der Bau wurde durch den Bauunternehmer J. F. Wadkins 1944 fertiggestellt. Die Kosten beliefen sich laut einem Artikel der Los Angeles Times auf 32.000 US-Dollar (entsprach 470.000 Dollar im Jahr 2020).
Das Anwesen lag am Ende einer Sackgasse auf einem Plateau von ca. 1,2 Hektar westlich von Hollywood in den Santa Monica Mountains mit Blick über Beverly Hills und Bel Air bis zum Pazifik. Es war nach Osten ausgerichtet und war mit offenen Kaminen, offenliegendem Balkenwerk, einem Schwimmbad und einem Gästehaus ausgestattet. Das Grundstück war von Pinien und Kirschbäumen umgeben.
Auf einem etwas tiefer liegenden Plateau entstand zur selben Zeit ein fast identisches Haus mit der Hausnummer 10048.

## Frühe Bewohner
Erste Bewohnerin war die Eigentümerin Michèle Morgan. Nach dem Ende des Zweiten Weltkriegs entschloss sie sich jedoch, nach Frankreich zurückzukehren, und verkaufte das Anwesen. Die Käufer, die Eheleute Louise und Hartley Dewey, hatten es 1945 an Lillian Gish vermietet, die gerade mit den Dreharbeiten zu Duell in der Sonne beschäftigt war. Sie verklagte später Hartley, da er ihr eine zu hohe, die Obergrenze des Office of Price Administration übersteigende Miete berechnet habe. Auch eine Baroness de Rothschild gehörte zu den Mietern.
Rudolph Altobelli (1929–2011), Talentsucher in der Musik- und Filmindustrie, erwarb das Anwesen in den frühen 1960er Jahren zu einem Preis von 86.000 US-Dollar und vermietete es häufig; unter anderem an Cary Grant und Dyan Cannon, die 1965 darin ihre Flitterwochen verbrachten.
Charles Manson verkehrte Ende 1968 im Haus, als es zwischen Mai 1966 und Januar 1969 von Terry Melcher und Candice Bergen sowie deren Mitbewohner Roger Hart bewohnt wurde. Anfang 1969 trennten sich Melcher und Bergen, und Melcher zog nach Malibu. Im Februar zogen als neue Mieter Roman Polański und Sharon Tate ein.

## Tate-Morde
siehe Hauptartikel → Tate-Morde
In der Nacht zum 9. August 1969 wurde das Haus zum Schauplatz der Tate-Morde, bei denen Sharon Tate, deren ungeborenes Kind, ihre Freunde Jay Sebring, Abigail Folger und Wojciech Frykowski sowie ein zufälliger Besucher, Steven Parent, ermordet wurden. Täter waren Charles „Tex“ Watson, Susan Atkins und Patricia Krenwinkel, Mitglieder der Manson Family.

## Nach der Tat
Drei Wochen nach der Tat zog Altobelli selbst in das Haus ein. Er bewohnte es bis 1988. Altobelli erregte Aufsehen, als er von Polański und Tates Familie Schadenersatz für den Wertverlust seines Hauses infolge der Morde verlangte. Es kam zu einem Briefwechsel mit Tates Vater, durch den Altobelli sich seelisch belastet fühlte. Seine Forderung belief sich auf 480.000 US-Dollar für den Wertverlust und 300 Dollar für die seelische Belastung. Ein Gericht sprach ihm letzten Endes nur einen geringen Betrag zu. Bei einem Interview in der ABC-Show 20/20 gab er an, in dem Haus Sicherheit, Liebe und Schönheit zu fühlen.
1989 wurde das Anwesen an den Investor John Prell verkauft. Der Kaufpreis betrug 1,6 Millionen US-Dollar. 1992 verkaufte Prell es weiter an den Investor Alvin Weintraub.

### Nutzung durch Trent Reznor
Weintraub vermietete das Haus mehrmals weiter, zuletzt an den Musiker Trent Reznor. Dieser wollte es als Tonstudio nutzen. Bei Vertragsabschluss habe er angeblich nicht gewusst, dass es sich bei dem Haus um den Tatort der Tate-Morde handelte. Er habe lediglich nach einem ruhig gelegenen Haus mit einem großen Wohnzimmer als Aufnahmeraum gesucht. Erst später habe er einen Hinweis auf die Geschichte des Anwesens bekommen, sich das Buch Helter Skelter von Vincent Bugliosi besorgt und anhand der darin enthaltenen Fotos festgestellt, dass es sich tatsächlich um das Tatobjekt handelte. Reznor nannte das Studio Pig nach der Aufschrift, die Susan Atkins mit Sharon Tates Blut an die Haustür geschrieben hatte. In dem Studio entstand das Album The Downward Spiral sowie einige Videoclips. Ferner nahm Marilyn Manson hier Teile des Albums Portrait of an American Family auf. Später sei es zu einem unerwarteten Zusammentreffen Reznors mit Tates Schwester Patricia gekommen. Diese habe ihm vorgeworfen, den Tod ihrer Schwester für Promotionzwecke auszunutzen. Dadurch sei ihm klar geworden, was eine solche Tat wie die Tate-Morde für die Hinterbliebenen bedeute. Dies habe ihn dazu bewogen, das Studio aufzugeben. Er zog im Dezember 1993 aus, nicht ohne jedoch die Haustür mitzunehmen. Diese ließ er in der Zentrale seiner Plattenfirma Nothing Studios in New Orleans anbringen, die in einem ehemaligen Beerdigungsinstitut untergebracht war.
Nach Reznors Auszug erfolgte der Abriss der Gebäude. Reznor vermutete, die Anwohner seien die Schaulustigen leid gewesen, die sich in der Straße herumtrieben, und hätten den Eigentümer daher zum Abriss gedrängt. Mehrmals habe er Blumen und Kerzen vor dem Grundstück aufgefunden und sich gefragt, ob Besucher sie wohl für Tate oder für Manson abgelegt hätten.

### Abriss und Neubau
Alvin Weintraub ließ die Gebäude 1994 abreißen und komplett abtragen, da sich das Anwesen als schwierig zu vermarkten erwies. Interessenten sprangen häufig ab, wenn sie von der Geschichte erfuhren. Die ganze Fläche wurde bis 1996 vollständig mit einer Villa im mediterranen Stil überbaut, die eine Gesamtfläche von 1672 Quadratmetern aufwies und damit sechsmal größer als das ursprüngliche Anwesen war. Dieser Villa Bella genannte Prachtbau besaß neun Schlafzimmer, dreizehn Bäder, einen Weinkeller und eine Küche von den Ausmaßen eines Gastronomiebetriebs. Die Hausnummer wurde zu 10066 geändert, um jede Erinnerung an das ursprüngliche Anwesen und seine Bewohner auszulöschen. Weintraub äußerte: „Wir haben uns große Mühe gegeben, das alles loszuwerden. Es gibt dort kein Haus, keine Erde und keinen Grashalm, der auch nur entfernt mit Sharon Tate in Verbindung steht.“ Es wurde 1998 auf dem Immobilienmarkt für 8,9 Millionen US-Dollar angeboten. Da sich kein Käufer fand, wurde der Preis bis 1999 auf 7,7 Millionen US-Dollar herabgesetzt. Schließlich kaufte es der Regisseur und Produzent Jeff Franklin zu einem ungenannten Preis. Er ließ anschließend von dem Star-Architekten Richard Landry erhebliche Veränderungen vornehmen, da er es als „schlecht geplant“ ansah. Landry fügte auf Franklins Bestellung asiatische Elemente hinzu. Zusätzlich entstanden eine Tiefgarage mit fünfzehn Stellplätzen, sechs Bars, zwei tropische Schwimmbäder, ein privates Elvis-Presley-Museum und ein Turm über der Grundstückszufahrt.
2022 wurde das Gebäude wieder für 69,9 Millionen US-Dollar zum Verkauf angeboten.
Noch immer ist das Grundstück eine Pilgerstätte für Fans, Manson-Verehrer, übersinnliche „Ermittler“ und Ziel einer Helter-Skelter-Touristenattraktion, die eine Multimedia-Show und eine Fahrt in die Nähe des Tatorts einschließt.
Die Haustür, die Reznor mitgenommen hatte, wurde auf dem Souvenirmarkt angeboten, dazu weiteres angebliches Inventar des Hauses, das von Sharon Tate benutzt worden sein soll.